# Love on the Brain
Singles de Rihanna
Sledgehammer
(2016) LOYALTY.
(2017)
Love on the Brain est une chanson de la chanteuse barbadienne Rihanna, extrait de son huitième album Anti, sorti en 2016.
Elle a été écrite par Joseph Angel et produite par Fred Ball, avec des arrangements écrits par Rihanna, et Kuk Harrell comme vocal producer.
La chanson est sortie le 27 septembre 2016 en tant que quatrième et dernier single de l'album.  
"Love on the Brain" est une ballade doo-wop, soul et R&B inspirée par la musique des années 1950 et 1960. Les paroles décrivent globalement les hauts et les bas d'un amour toxique. 
Aux États-Unis la chanson se classe numéro 5 au Billboard Hot 100 en mars 2017, et s'est vendue à plus de 2 millions d'exemplaires d'après la RIAA. Elle devint ainsi sa 22e chanson à atteindre le top 5 égalant Elvis Presley. C'est également son 30e top 10 du Billboard Hot 100 faisant d'elle, Madonna et The Beatles les seuls artistes de l'histoire à apparaitre au moins 30 fois au top 10. Rihanna a joué ce titre lors du Anti World Tour, ainsi qu'aux Billboard Music Awards 2016 et au cours d'un medley aux MTV Video Music Awards 2016. 

## Création et lancement
"Love on the Brain" a été la première chanson enregistrée pour l'album Anti. Écrite par le producteur et parolier norvégien Fred Ball et le parolier américain Joseph Angel fin 2013, elle prend son inspiration de Prince et Al Green. Ball explique : "Nous voulions que ce son soit la juxtaposition entre de la soul old school et des paroles modernes. C'est pour cela qu'Amy Winehouse n'a jamais été pastiche ou retro malgré ses sons soul anciens." Ball a également déclaré qu'ils n'avaient pas écrit cette chanson en pensant à Rihanna pour l'interpréter, cependant son manager à Roc Nation, Jay Brown entendit la chanson et l'adora. Brown l'envoya à Rihanna qui, conquise, écrivit des paroles en complément.
"Love on the Brain" a été enregistrée aux studios Westlake Studios à Los Angeles. Les enregistrements vocaux ont été faits par Marcos Tovar pour Allfadersup et Harrell. La chanson a été finalisée par Manny Marroquin aux studios Larrabee à North Hollywood, avec l'aide de Chris Galland, Jef Jackson et Ike Schultz, avant d'être masterisée par Chris Gehringer au Sterling Sound à New York City.
"Love on the Brain" aurait dû être lancée aux 2015 Brit Awards mais Rihanna la retira du programme. Début 2016, Mike Adam, un animateur radio de Philadelphie déclara que "Love on the Brain" serait le quatrième titre exploité de l'album, confirmé plus tard par Rihanna elle-même le 21 août 2016. Le titre fut envoyé aux radios R&B le 27 septembre, diffusé sur les radios généralistes le 11 octobre.

## Composition et interprétation
"Love on the Brain" est une ballade mid-tempo des années 1950 et 1960 inspirée par le doo-wop et la soul, avec une composante Rock.
Son instrumentation consiste en un arpège de guitare, un orgue "swirling", une progression de corde simple et une vague d'orchestre.
Écrit en G majeur, son tempo est de 57 bpm dans un quadruple temps composé. La chanson suit une progression de corde de G-Am-Em-Dn et les chants de Rihanna couvrent de D3 à G5.
Les chants de Rihanna ont été notés comme étant acrobatiques allant de ses "marques de fabriques" aux notes hautes, complémentés par des chœurs tenors. Forrest Wickman de Slate Magazine fit le commentaire que cette chanson "semblait être une démonstration de la versatilité des capacités vocales de Rihanna : elle commence en chantant haut et doucement, puis descend dans sa poitrine pour montrer ses capacités dans les basses, pour finir en puissance. Elle réussit même à durer quelques secondes dans un semblant de falsetto à la Frankie Valli. Jordan Bassett de NME a comparé ses notes hautes à celles de Mariah Carey, pendant que Vibe Magazine et USA Today ont noté des similarités avec le travail de Erykah Badu. Amy Winehouse, Etta James et Sam Cooke ont été également perçus comme inspirations par les critiques, avec Christian Kennedy du Michigan Daily citant le morceau "Wake Up Alone" d'Amy Winehouse comme le son duquel il aurait été adapté, stylistiquement.
"Love on the Brain" a des paroles sombres qui décrivent une relation amoureuse destructive, addictive, avec des thèmes parlant des hauts et des bas de l'amour. Des critiques ont pris ce morceau pour une ode à un amour violent, référence probablement à Chris Brown après leur affaire médiatiquement célèbre de violence domestique. Les paroles disent par exemple "Cela me laisse des marques sur le corps mais cela me fait tellement de bien, que je n'en aie jamais assez, cela doit être l'obsession de l'amour". Adam R. Holz de l'organisation conservatrice Focus on the Family, via son site PluggedIn.com, décriva le morceau comme "mêlant nihilisme, luxure et au moins la présence métaphorique de violence physique".
Jessica Eggert de Mic fût d'accord, pointant que "Rihanna vide son sac et ne prends pas de pincettes pour exprimer la douleur d'un amour physiquement et psychologiquement dommageable mais immortel".

## Critiques et réception
Stephen Thomas Erlewine de Allmusic releva cette piste comme étant le titre phare de l'album, notant que la voix de Rihanna est "rauque et ravagée, mais également contrôlée et précise, sachant comment tirer parti de ces imperfections afin que sa performance flirte avec de la soul classique tout en restant actuelle. Julianne Escobedo Shepherd du Billboard la considère comme étant un "son doo-wop dans un genre fausset à la Prince, étant la preuve que Rihanna a travaillé sa voix avec des coaches". Bianca Gracie du blog musical Idolator a également complimenté ses chants, écrivant que "la ballade rugueuse, pleine d'âme fait découvrir Rihanna au top de ses capacités vocales".  
Da'Shan Smith du Billboard déclara que « Love on the Brain » devint le single Pop le plus influent de 2017, l'industrie musicale ayant par la suite vue « une montée en puissance des ballades rétro-vintage, à travers différents genres musicaux » à la suite de son succès. « Love on the Brain » a reçu une nomination pour les Choice Awards : Chanson Pop aux Teen Choice Awards 2017. Marilyn Manson a cité Anti comme étant une influence pour l'album Heaven Upside Down de son groupe, disant « Etrangement, un des sons ayant le plus influencé cet album est le dernier album de Rihanna. Cette chanson en particulier « Love on the Brain », m'a frappée car je l'ai vue la chanter en live et elle était entière, sincère. » 

## Performance dans les charts
À la suite de la performance de Rihanna aux Billboard Music Awards 2016, « Love on the Brain » a débuté aux US Billboard Hot 100 à la 83e place, en faisant la 55e entrée de Rihanna dans ce top. Après avoir été sorti comme single en Novembre 2016, la chanson est ré-entrée dans le Hot 100 à la 80e place. Dans sa sixième semaine dans les charts, la chanson grimpa à la 34e place, devenant le troisième son tiré d'Anti atteignant le top 40, ainsi que sa 46e entrée au top 40 du Hot 100, la plaçant troisième sur la liste des femmes ayant le plus de top 40. Deux semaines plus tard, "Love on the Brain" a atteint la 20e place, devenant son troisième son tiré d'Anti à atteindre le top 20 et le 42e de Rihanna à l'atteindre. Dans sa huitième semaine, "Love on the Brain" grimpa de la 13e place à la 8e et devint son 30e top 10.
Ce faisant, elle devança Michael Jackson, avec lequel elle partageait le score de 29 top 10. Rihanna devint la troisième artiste avec le plus de singles atteignant le top 10 de l'histoire du Hot 100, derrière Madonna (avec 38) et The Beatles (avec 34). En date du 25 mars 2017, la chanson grimpa à la 5e place, devenant le Modèle:22e top 5 de Rihanna, l'artiste se classant ainsi 5e au classement historique devant Elvis Presley (21 top 5 hits).
En Novembre 2016, "Love on the Brain" entra dans le Hot R&B/Hip-Hop Songs Chart à la 30e place. Dans la même semaine, la chanson fût la chanson la plus ajoutée aux playlists des hits radios, la faisant monter à la 24e place du Billboard Pop Songs.
Au Canada, la chanson débuta à la 22e place du Canadian Hot 100.  En Nouvelle-Zélande, "Love on the Brain" débuta à la 40e place à la sortie d'Anti , atteignit la 15e place. En France, il débuta à la 71e place et atteignit la 12e. En Autriche, il débuta à la 53e place et atteignit la 7e. En Allemagne il démarra à la 100e place et atteignit la 21e. En Pologne, "Love on the Brain" resta 4 semaines non-consécutives à la première place en 2016.

## Performances live
Rihanna a inclus "Love on the Brain" dans le rappel de son Anti World Tour. Après avoir assisté au concert au Wembley Stadium, Lewis Corner du Digital Spy décrivit la performance comme "un triomphe, le ton sur le Moltown comme une pure joie". Michael Cragg du Guardian déclara que la performance était "délivrée avec tellement de conviction que l'on a l'impression de voir différents artistes". Le 22 mai 2016, Rihanna a interprété la chanson aux Billboard Music Awards 2016. Le 28 août 2016, Rihanna reçu le Michel Jackson Video Vanguard aux MTV Video Music Awards. En cet honneur, elle interpréta un medley avec "Stay", "Diamonds" et "Love on the Brain". Christopher Rosa de Glamour parla de la performance comme "à couper le souffle", pendant que Billboard nota : "Ses chants, des fois sous-estimés par les critiques et même les fans étaient sublimes et impressionnants, rappelant à chacun que derrière la chanteuse à succès et son comportement de "je-m'en-foutiste" il y a une voix stupéfiante qui l'a propulsée là où elle est aujourd'hui.

## Autres usages et reprises
Le 19 mai 2016, "Love on the Brain" a été utilisée pour l'épisode final de la saison 12 de la série Grey's Anatomy. La chanson atteignit la première place du Top TV Songs Chart grâce à 40000 recherches Shazam. De plus, d'après Nielsen Music, 45000 téléchargements et 8.1 millions de lectures en streaming aux US furent réalisés dans le même mois. La chanteuse Américaine Kelly Clarkson interpréta la chanson durant une session via Facebook le 26 août 2016. La chanteuse danoise MØ reprit "Love on the Brain" durant l'émission Live Lounge sur le site web BBC Radio 1Xtra. Le groupe de filles britannique Little Mix reprit la chanson durant l'émission Honda Stage sur iHeartRadio. L'actrice de soap opéra britannique Jane Danson interpréta la chanson en Février 2019 durant l'émission Dance On Ice sur ITV. Cette performance fit ré-entrer le single à la 45e place du UK iTunes Chart ce soir-là.

## Formats et listes des pistes
- CD single

1. "Love on the Brain" - 3:44
2. "Love on the Brain" (Don Diablo Remix) - 3:28
- Digital download - Dance Remixes

1. "Love on the Brain" (Don Diablo Remix) - 3:28
2. "Love on the Brain" (Gigamesh Remix) – 3:43
3. "Love on the Brain" (John-Blake Remix) – 3:31
4. "Love on the Brain" (RY X Remix) – 3:37

## Crédits et personnel
Crédits provenant du site officiel de Rihanna.
Lieux d'enregistrement
- Enregistré aux studios de Westlake à Los Angeles, Californie
- Mixé au studios Larrabee à Universal City, Californie
- Masterisé aux Sterling Sound Studios à New York City, New York

Personnel
- Rihanna - chants, écriture
- Fred Ball - écriture, production, piano, batteries
- Joseph Angel - écriture, piano, batterie, arrangements
- Jarle Bernhoft - guitare, basse
- Marcos Tovar - enregistrement vocaux
- Kuk Harell - enregistrements vocaux, production vocale
- Manny Marroquin - mixage
- Chris galland - assistant mixage
- Jeff Jackson - assistant mixage
- Ike Schultz - assistant mixage
- Chris Gehringer - masterisation